# Ficus andamanica
Ficus andamanica es una especie de planta del género Ficus, perteneciente a la familia Moraceae.

## Taxonomía
Ficus andamanica fue descrita por Edred John Henry Corner en 1960.

## Distribución
Se encuentra en el territorio de las islas Andamán.